# دانييل فيليز
دانييل فيليز (بالإنجليزية: Heriberto Vélez)‏ هو سياسي أمريكي، ولد في 1964 في Quebradillas, Puerto Rico ‏ في الولايات المتحدة. نشط حزبياً في Popular Democratic Party (Puerto Rico) ‏.